# Výlučná ekonomická zóna

Výlučná ekonomická zóna - příklad profilu.

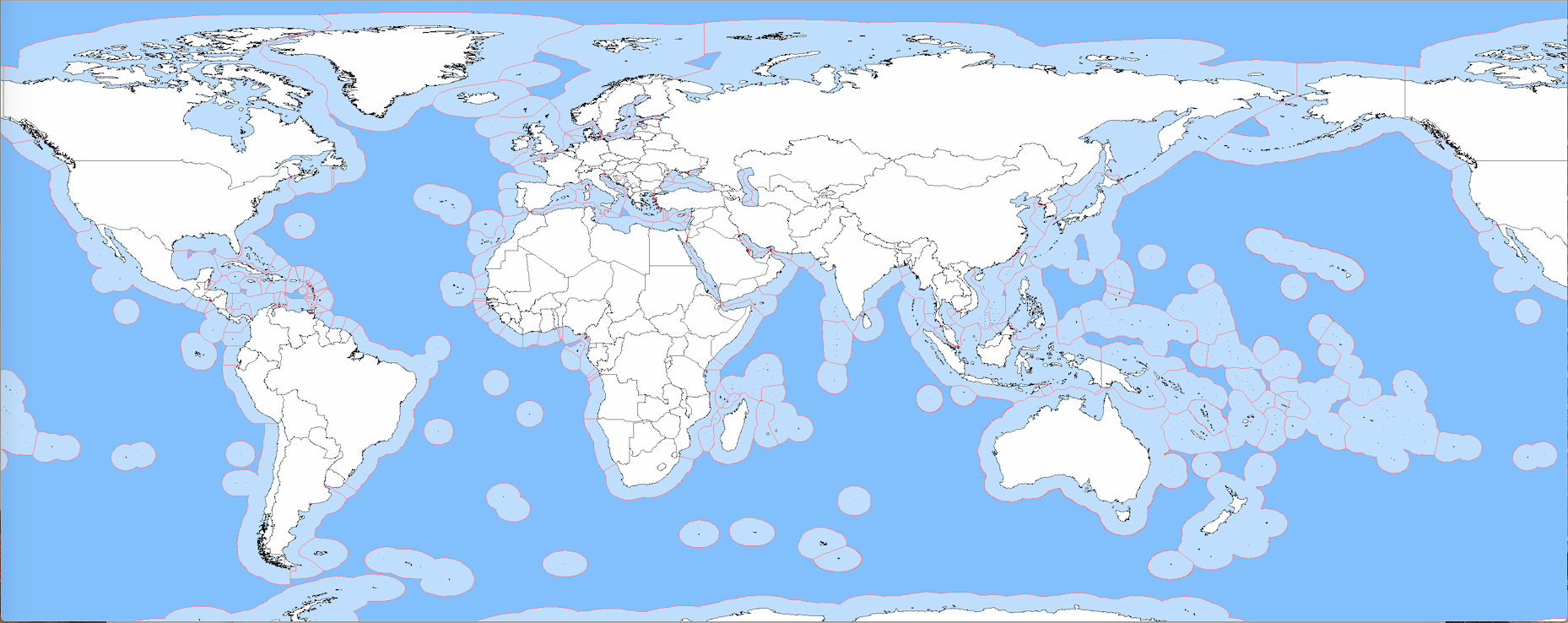
Výlučné ekonomické zóny na mapě (tmavě modrá).

Výlučná ekonomická zóna je oblast moře do vzdálenosti 200 námořních mil (370 km) od pobřeží; její součásti je pobřežní moře.

## Úmluva
V roce 1982 byla přijata Úmluva Organizace spojených národů o mořském právu, ke které roku 1982 přistoupilo Československo a roku 1996 ratifikovala i Česká republika. Úmluva mj. dala právní rámec pro vznik výlučných ekonomických zón.
Pobřežní stát má ve své výlučné ekonomické zóně svrchovaná práva k průzkumu a využívání přírodních zdrojů. Jedná se o zdroje živé i neživé, z podzemí, z mořského dna i z vod nad ním. Patří k nim i využívání kinetické energie vody a větru nad hladinou. Smí tam zřizovat a regulovat cizí umělé stavby a jejich zařízení, provádět vědecký průzkum i ochraňovat mořské životní prostředí. Jiné státy v této zóně mohou konat cokoli z výše uvedeného jen se svolením pobřežního státu.
Ve své výlučné ekonomické zóně je pobřežní stát povinen povolit jiným účastníkům svobodnou plavbu a přelety letadel, kladení podmořských kabelů i potrubí do schválených tras a umožňovat práce kolem nich. Stanovuje povolené množství vylovených živých organismů s ohledem k optimálnímu využití a k zachování ekologické rovnováhy. Nemá-li pobřežní stát kapacitu na výlov přípustného množství může poskytnout licenci k lovu jiných státům, ty se ale musí podřídit podmínkám stanoveným pobřežním státem.

## Význam

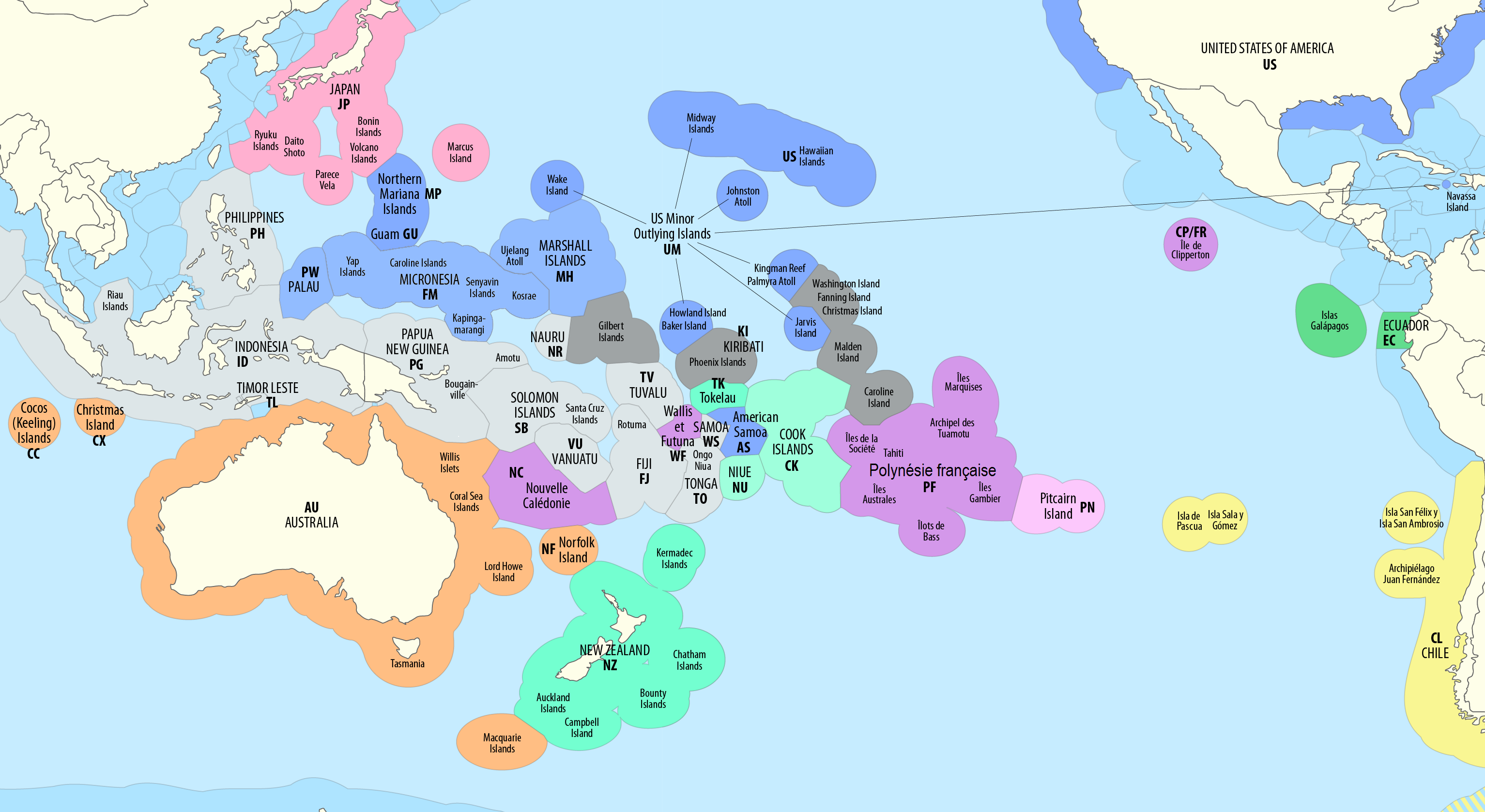
Výlučné ekonomické zóny v Tichém oceánu. Zóny pod vlivem Japonska (červeně), USA (modře), Francie (fialově), Austrálie (oranžově) či Nového Zélandu (zeleně).

Důvodem pro vytvoření výlučných ekonomických zón byla snaha vylepšit hospodářskou situaci přímořských rozvojových zemí. Vzniklo tak území o rozloze okolo 38 miliónů námořních čtverečních mil (70,4 mil. km²) které obsahuje značné množství přírodních zdrojů. Avšak 77 % z takto vytvořené plochy připadlo 8 státům, které rozhodně nejsou rozvojové, jsou to USA, Francie, Austrálie, Rusko, Kanada, Japonsko, Nový Zéland a Velká Británie. Je to způsobeno jejich výhodnou geografickou polohou a značným počtem administrativně závislých území.
Z těchto zón se těží přibližně 30 % světové ropy. Nachází se zde i 90 % populace ryb.
Pozitivním přínosem je však zodpovědný přístup většiny uživatelů výlučných ekonomických zón k problematice udržitelného využití moří a oceánů, k životnímu prostředí i živým zdrojům.[zdroj?] Problémem jsou nevyjasněné hranice zón některých států vedoucí k vleklým sporům.
Vzestup hladiny oceánů bude vytvářet další rozpory o existenci výlučných ekonomických zón u ostrovů zaniklých pod hladinou oceánu (dané minimální hladinou přílivových změn).